# 황금송아지상
황금송아지상(네덜란드어: Gouden Kalf 하우던 칼프[*])은 네덜란드 영화제에서 진행되는 연간 영화, 텔레비전 작품 시상식이다. 1981년 처음으로 개최됐다. 명칭은 성경에 등장하는 금송아지에서 모티브를 따왔으며, 트로피는 이름에서 알 수 있듯 황금색의 송아지 모양이다.